# Lycoperdon norvegicum
Lycoperdon norvegicum är en svampart som tillhör divisionen basidiesvampar, och som beskrevs av Vincent Demoulin. Lycoperdon norvegicum ingår i släktet Lycoperdon, och familjen röksvampar. Enligt den finländska rödlistan är arten nära hotad i Finland. Arten är reproducerande i Sverige. Artens livsmiljö är torr eller mesisk örtrik skog.